# Gustavus
Gustavus is een plaats (census-designated place) in de Amerikaanse staat Alaska, en valt bestuurlijk gezien onder Skagway-Hoonah-Angoon Census Area.

## Demografie
Bij de volkstelling in 2000 werd het aantal inwoners vastgesteld op 429.

## Geografie
Volgens het United States Census Bureau beslaat de plaats een oppervlakte van 97,6 km², geheel bestaande uit land.
De plaats ligt aan de Icy Strait in de Alaska Panhandle en voor de kust ligt het Pleasant Island. Aan de overzijde van Icy Strait ligt Chichagof Island.

## Plaatsen in de nabije omgeving
De onderstaande figuur toont nabijgelegen plaatsen in een straal van 48 km rond Gustavus.